# Park historyczny Sukhothai
Park historyczny Sukhothai (taj. อุทยานประวัติศาสตร์ สุโขทัย) – jeden z 10 parków historycznych w Tajlandii, w prowincji Sukhothai, utworzony w 1988 roku dla ochrony ruin pierwszej stolicy Syjamu – Sukhothai. 
W 1991 roku dawne miasto Sukhotai i związane z nim zespoły zabytkowe (Si Satchanalai i Kamphaeng Phet) zostały wpisane na listę światowego dziedzictwa UNESCO.

## Położenie
Ruiny Sukhothai znajdują się w dolinie rzeki Menam, ok. 450 km na północ od Bangkoku i ok. 13 km od współczesnego miasta Sukhothai w prowincji Sukhothai w północnej Tajlandii.  

## Historia
Sukhothai początkowo było niewielkim miastem Khmerów, które w XIII w. uzyskało niepodległość, stając się stolicą pierwszego zjednoczonego i niepodległego państwa Tajów – królestwa Sukhothai (1238–1438). Trzeci król Sukhothai, Pho Khun Ramkhamhaeng (taj. พ่อขุนรามคำแหงมหาราช) (1278–1298), rozciągnął wpływy królestwa na północ (teren obecnego Laosu), na zachód do Morza Andamańskiego i na południe na tereny Półwyspu Malajskiego. Ramkhamhaeng przyczynił się również do rozwoju miasta Sukhothai, które w okresie swojej świetności miało liczyć 80 tys. mieszkańców. Najbardziej intensywny rozwój architektoniczny miasta przypada na drugą połowę XIV w. Wznoszono wówczas liczne klasztory. Architekci Sukhotai połączyli elementy stylów z sąsiadujących królestw, m.in. Khmerów, w nowy styl, unikalny dla królestwa Sukhotai. Architektura Sukhotai jest świadectwem złotego wieku tajskiej sztuki i architektury. W Sukhotai stworzono również charakterystyczny styl przedstawiania Buddy w sztuce rzeźbiarskiej – model „kroczącego Buddy”. Budda przedstawiany był z szerokimi ramionami, wąską talią, obleczony w przylegającą ściśle do ciała szatę. Ukazywany był w pozie kroczącej – jego prawa pięta była oderwana od ziemi a lewa ręka uniesiona w geście „nie lękajcie się”. Z czubka głowy wychodziły płomienie ognia, a twarz była owalna z ostrym nosem. Prawa ręka zwisała swobodnie, jakby nie miała mięśni i stawów, niczym trąba słonia. Całe ciało sprawiało wrażenie miękkiego i elastycznego. Przedstawienie to miało oddawać nadnaturalność Buddy, jego piękno i perfekcję. 
Po założeniu w 1351 roku miasta Ayutthaya, Sukhothai straciło na znaczeniu i w 1438 roku zostało podbite przez królestwo Ayutthaya (1350–1767). Sukhothai zostało najprawdopodobniej opuszczone w XV–XVI w.
W 1833 roku, książę i przyszły król Syjamu Mongkut (taj. พระบาทสมเด็จพระจอมเกล้าเจ้าอยู่หัว) (1851–1868) przybył do Sukhothai, by studiować buddyzm. Podczas tego pobytu, jego świta odkryła pierwsze inskrypcje Ramkhamhaenga. Książę powołał specjalną komisję do ich odczytania, która pracowała do początku XX w. Inskrypcja Ramkhamhaenga z 1292 roku zawiera opis państwa Sukhothai oraz przekaz uniwersalnych wartości: dobrego rządzenia, praworządności, wolności gospodarczej i religii – buddyzmu. W 2003 roku inskrypcja została wpisana przez UNESCO na listę obiektów Pamięci Świata.        
W latach 70. XX w., rząd Tajlandii przy wsparciu UNESCO przeprowadził kompleksowe prace renowacyjne w Sukhothai. W 1988 roku otwarto tu park historyczny o powierzchni 70 km². 
W 1991 roku dawne miasto Sukhotai i związane z nim zespoły zabytkowe (Si Satchanalai i Kamphaeng Phet) zostały wpisane na listę światowego dziedzictwa UNESCO.

## Park historyczny
Miasto Sukhotai powstało na planie prostokąta. Pośrodku znajdowała się część królewska wraz ze świątynią Wat Mahathat otoczona trzema pasami murów z fosami, za którymi rozwinęła się część plebejska. Inskrypcja z 1293 roku opisywała miasto jako miasto-ogród, z wieloma terenami zielonymi oraz polami, na których uprawiano palmy, pieprz żuwny, kokosy, rosły tu również mango i tamaryndowiec indyjski. 
Architektura sakralna miasta charakteryzowała się zastosowaniem stożkowatych stup w kształcie pąków lotosu ustawionych na trzypoziomowej kwadratowej podstawie. Niektóre budowle mają również elementy w stylu syngaleskim (stupy w kształcie dzwonów) lub stylu Śriwidźaja.  

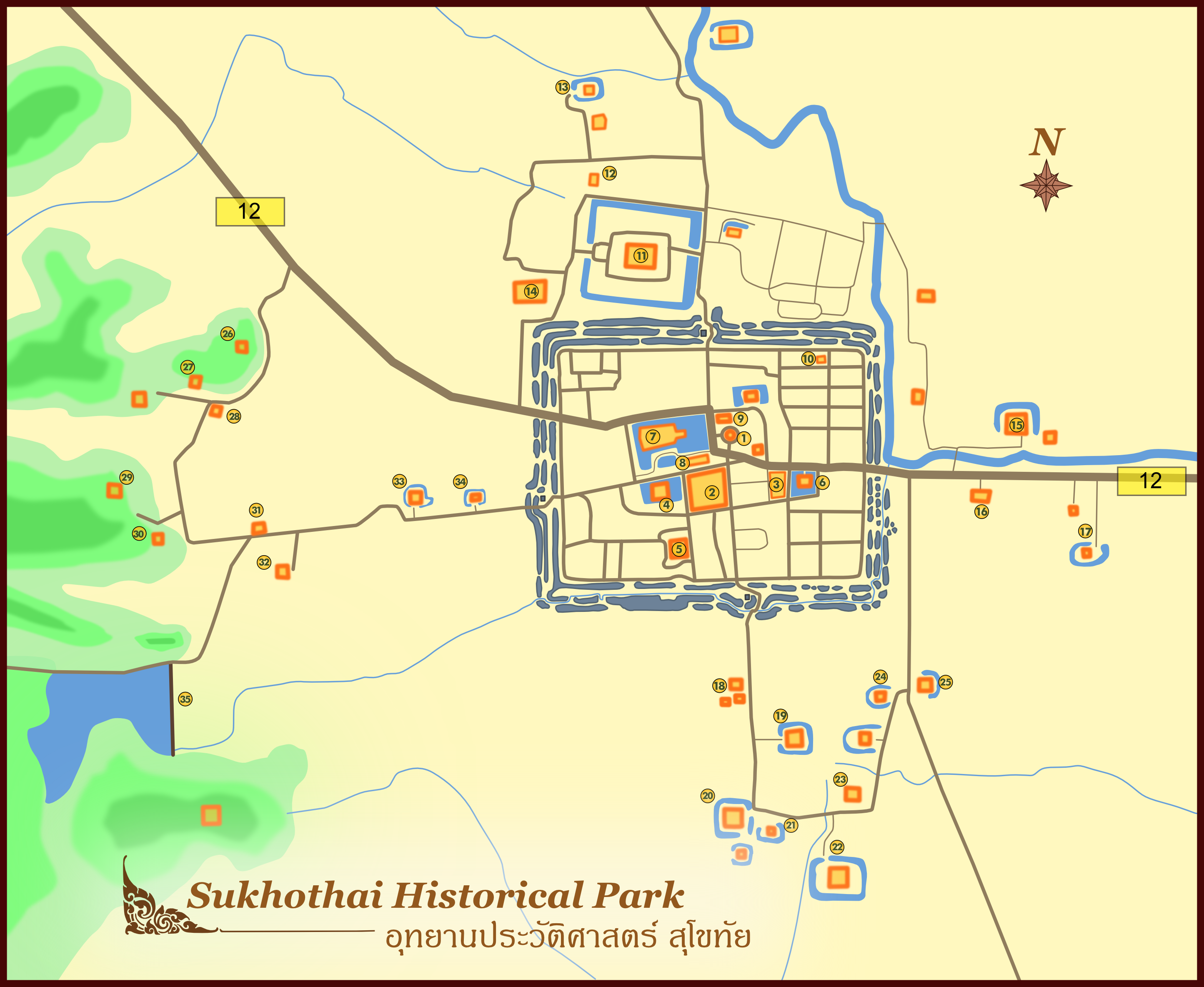
Plan parku historycznego Sukhotai: 1. Pomnik Ramkhamhaenga, 2. Wat Mahāthāt, 3. Narodowe Muzeum im. Ramkhamhaenga, 4. Wat Traphang Ngoen, 5. Wat Sri Sawai (Wat Sri Svāya), 6. Wat Traphang Thong, 7. Wat Sra Sri (Wat Sa Si), 8. Wat Chana Songkhrām, 9. Wat Trakuan, 10. San Ta Pha Daeng (Ta Pha Daeng Shrine), 11. Wat Phra Phai Luang, 12. Turiang Kilns, 13. Wat Sangkhawat (Wat Sanghāvāsa), 14. Wat Si Chum, 15. Wat Chang Lom, 16. Wat Thraphang Thong Lang, 17. Wat Chedi Sung, 18. Wat Kon Laeng, 19. Wat Ton Chan, 20. Wat Chetuphon, 21. Wat Chedi Si Hong, 22. Wat Si Phichit Kirati Kanlayaram (Sri Vicitrakirtikanlyārāma), 23. Wat Wihan Thong, 24. Wat Asokaram, 25. Wat Mum Langka, 26. Wat Saphan Hin, 27. Wat Aranyik (Wat Arannika), 28. Wat Chang Rop, 29. Wat Chedi Ngam, 30. Wat Tham Hip, 31. Wat Mangkon, 32. Wat Phra Yuen, 33. Wat Pa Mamuang, 34. Wat Thuek, 35. Phra Ruang Dam

Na terenie parku znajduje się 21 obiektów historycznych wewnątrz murów Sukhotai oraz 70 poza murami. 
Wewnątrz murów znajdują się m.in.:
- Wat Mahathat (taj. วัดมหาธาตุ, pol. „Świątynia Wielkiej Relikwii”)[a]. Najważniejsza i najbardziej imponująca świątynia w Parku Historycznym Sukhothai założona przez Sri Indradityę w latach 1292-1347 jako główna świątynia miasta i Królestwa Sukhothai. Projekt oparty jest na symbolu mandali reprezentującej wszechświat. Pośrodku mandali umieszczono główną czedi zbudowaną w 1345 r. dla umieszczenia relikwii Buddy i otoczono ją mniejszymi stupami ustawionymi w ośmiu głównych kierunkach mandali (w narożnikach i środkach boków kwadratu). Czedi ma kształt pąka lotosu, charakterystycznego dla architektury miasta. Jej podstawę zdobi 168 stiukowych rzeźb przedstawiających buddyjskich uczniów idących z rękami złożonymi w geście pozdrowienia. Stupy w narożnikach są w stylu Mon Haripunchai - Lanna, a stupy pomiędzy nimi wykazują wpływy khmerskie. Po obu stronach głównej stupy znajdują się dwa wysokie na dziewięć metrów stojące wizerunki Buddy zwane Phra Attharot. Na terenie świątyni znajdowały się również pomieszczenia klasztorne (wihara), bot (kaplica) i ok. 200 dodatkowych czedi.
- Wat Sri Sawai (taj. วัดศรีสวาย) – świątynia z trzema prangami w stylu Khmerów, wzniesiona w XII–XIII w. i otoczona fosą[10]. Początkowo była to świątynia hinduistyczna poświęcona Śiwie[10].
- Wat Sra Sri (taj. วัดสระศรี)) – położona na wyspie na jeziorze świątynia w stylu Sukhotai z posągiem Buddy i stopą w kształcie dzwonu w stylu syngaleskim[10].
- Muzeum Narodowe Ramkhamhaenga – muzeum archeologiczne z repliką steli z inskrypcją Ramkhamhaenga[9].

Poza murami znajdują się m.in.:
- Wat Chedi Si Hong (taj. วัดเจดีย์สี่ห้อง) – dobrze zachowane ruiny świątyni, ze stupą na platformie zdobionej rzeźbami w stylu syngaleskim oraz reliefami przedstawiającymi słonie i lwy[10].
- Wat Phra Phai Luang (taj. วัดพระพายหลวง) – położone na północ od murów, ruiny XII-wiecznej świątyni z trzema prangami zdobionymi stiukami, uznawanej za najstarszą świątynię Sukhotai[10]. Wzniesiona w stylu Bajon, do XIX w. jedynie prang północny zachował dekoracje stiukowe[10].
- Wat Saphan Hin (taj. วัดสะพานหิน, pol. „Świątynia Skalistego Mostu”) – ruiny świątyni, jedynej wzniesionej na wzgórzu, do której prowadziła kamienna ścieżka[10]. Do XIX w. zachowała się stupa i pozostałości kolumn na platformie, gdzie stała świątynia[10]. Pośrodku znajduje się stiukowy posąg Buddy w pozie abhajamudry[10].
- Wat Si Chum (taj. วัดศรีชุม) – świątynia bez dachu zbudowana w formie jaskini, gdzie współcześnie znajduje się olbrzymi posag Buddy z cegieł i stiuku[10].